# F-Pedals
F-Pedals（エフペダルズ）はカリフォルニア州ロサンゼルスのブランド。

## 概要
イタリアのミュージシャン／プロデューサーである、フランチェスコ・ソンデーリ（Francesco Sondelli）が立ち上げたブランド。2014年の冬季NAMMショーにおいて、世界初のワイヤレスパワーシステムをデビューさせた。アイデアは科学者のニコラ・テスラからインスピレーションを得た。
現在はミニエフェクターを中心にギターの関連商品をプロデュースしている。

## 歴史
ナポリ出身で現在はアメリカのロサンゼルスを拠点に活動しているフランチェスコは、リーダーバンドであるChao-ShiやThe Petalstonesなどのロックやダンスミュージックをはじめとして、多種多様なジャンルの音楽をクリエイトし、様々なミュージシャンと交流してワールドワイドに活動して来た。とりわけ2007年に1stソロCDを制作した際に、Jimi Hendrix、Led Zeppelin、The Beatles、The Rolling Stones、Kissなどの傑作を手掛けたレジェンド・プロデューサー&エンジニア、エディ・クレイマー（Eddie Kramer）と出会ったことは、彼の進むべき道に大きな影響を与えた。そしてついに2014年のNAMMショーにおいて、彼は自らの理想を形にするためのプロダクション、F-Pedalsをデビューさせた。

## 製品
- EDDIE KRAMER シリーズ：エディストーション（Edstortion）、フェイズバイブ（Phazevibe）[2]

- P.O.Rシリーズ：ロボットホリック（RobotHolic）、ダークライト（DarkLight）、エコバンディット（EchoBanditゴールド/シルバー）、幽霊（Yurei）、ローリオン（Lorion）、マッテリックス（Matterix）。